# 神武門
神武门（穆麟德轉寫：šen u men）是北京紫禁城的北门，目前為故宫博物院的正门。早前神武門與南邊的午門一樣，是遊客參觀故宮進出的通道之一。但2011年7月2日起，因參觀路線变更为午門進、神武門出，現時神武门只作为游客游览故宫的出口，不能由此进入故宫。「故宮博物院」五個大字為郭沫若所題寫。
该门附近的公交站名称原稱“故宫站”，2021年2月北京公交集團發布《關於公交站名規範方案的通告》改為「神武門站」。

## 历史
神武门位於紫禁城北城墙正中，坐南朝北，是紫禁城北门。神武門建成於明朝永乐十八年（1420年），本称玄武门，以中国古代四方神中的北方神玄武为名。清朝康熙年間，避康熙帝玄烨讳而改名神武门。

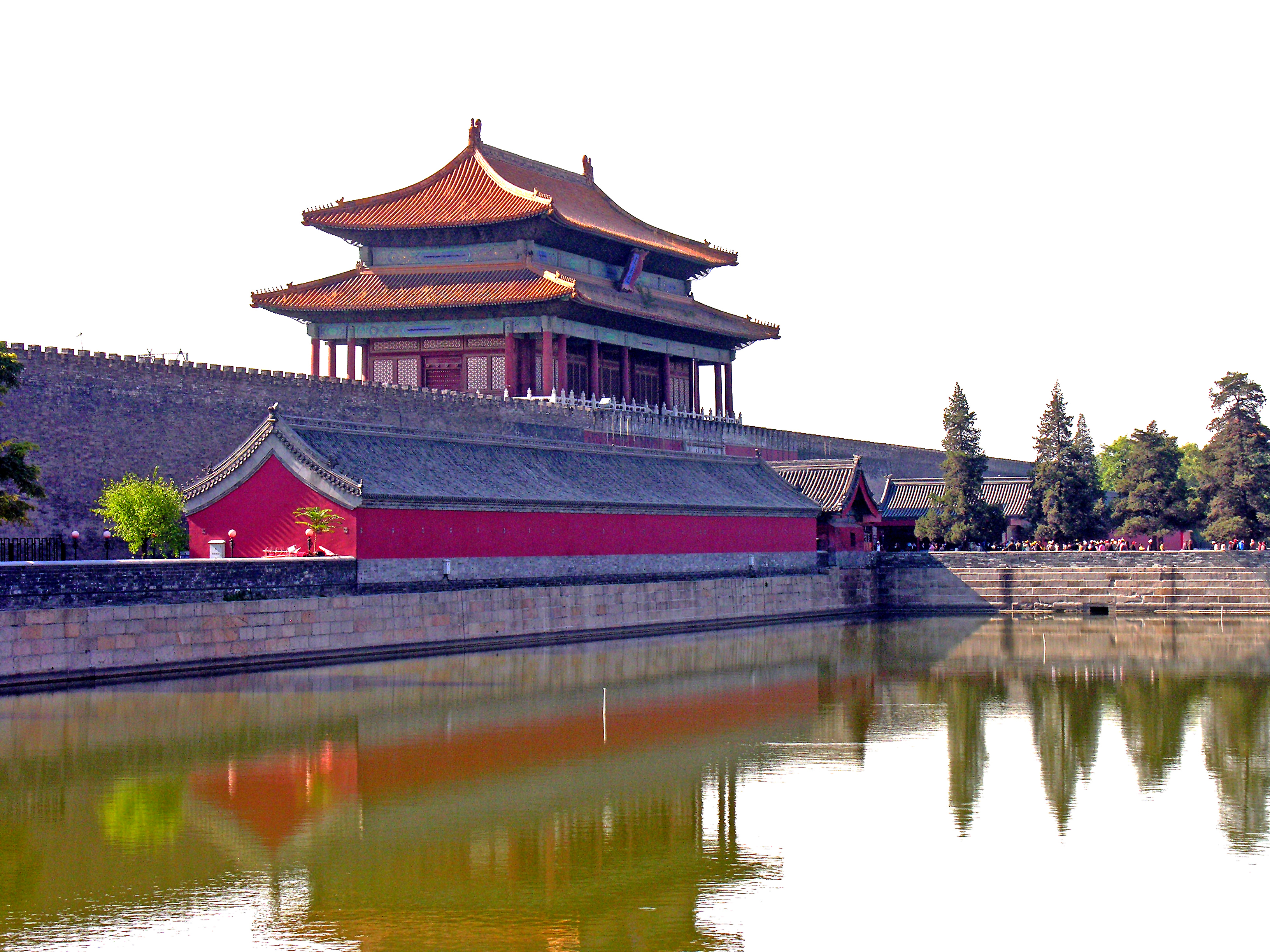
2006年的神武门及门外的筒子河。河岸上是东围房。
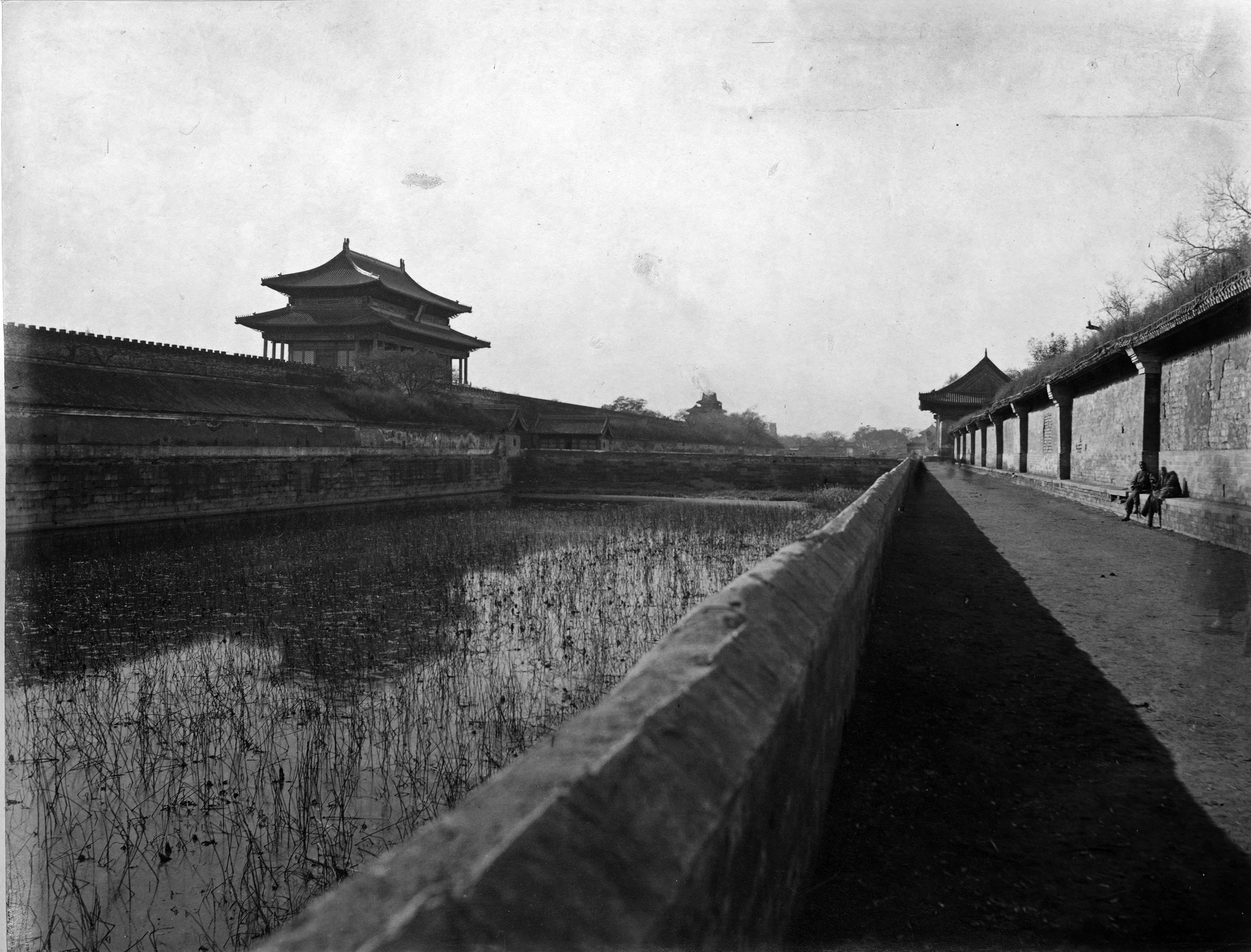
北京城神武外省官員到京引見必從此門進。1879年左右拍摄。
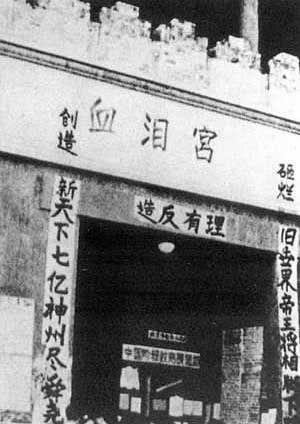
文革期间，北京故宮神武门上的大理石门匾被一张大纸盖住，更名为“血泪宫”[5][6]。
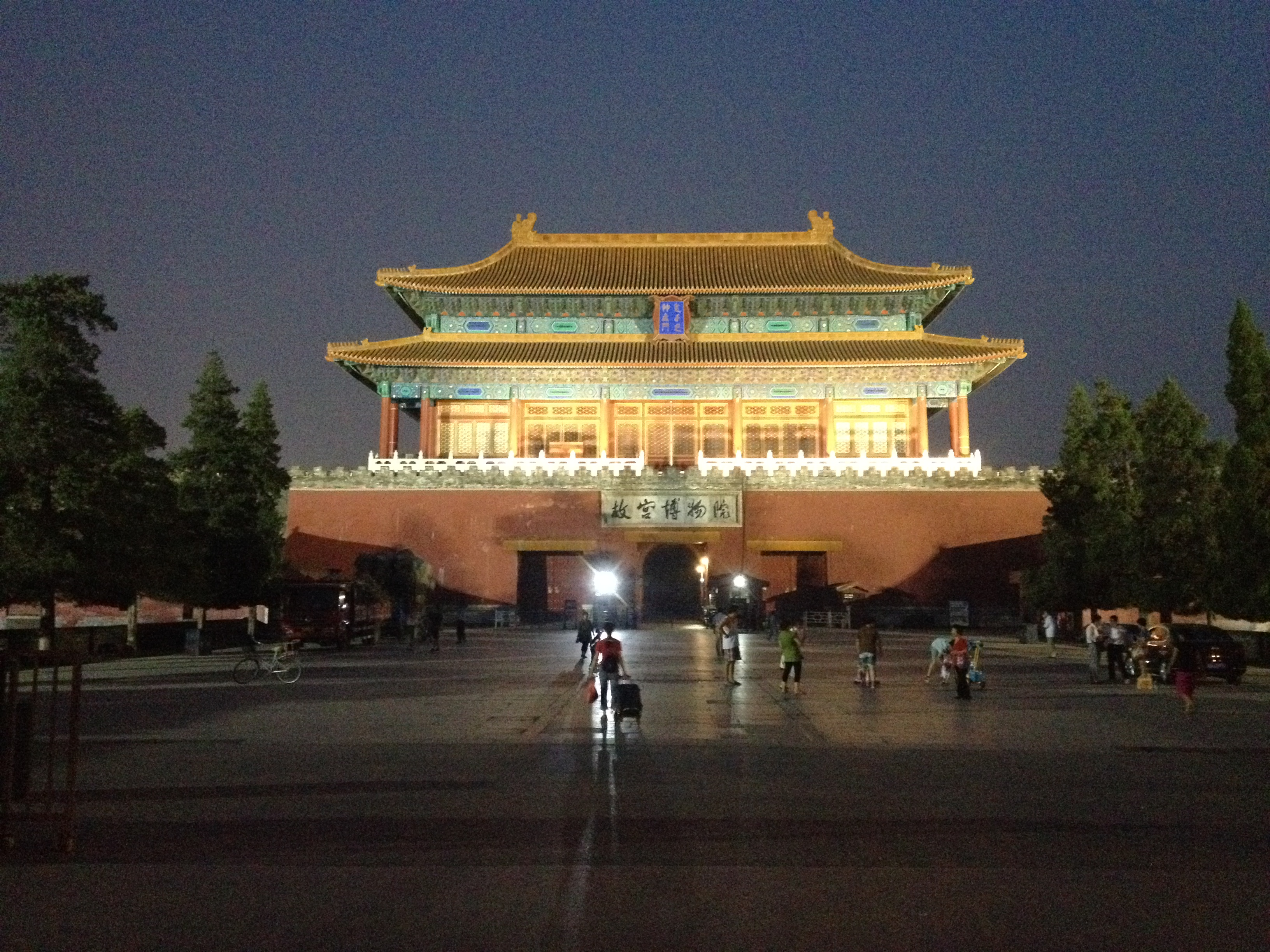
2013年的神武门夜景

旧时，神武门的门楼内设有钟、鼓，和北京钟鼓楼相应。神武门内的钟、鼓由銮仪卫管理，钦天监指示更点，每天由博士一员轮值。每天黄昏之后鸣钟108响，钟后敲鼓起更。其后每更鸣钟击鼓，启明时鸣钟报晓。皇帝居住在宫中时，不鸣钟。
2014年10月10日，正值故宫博物院改制的第89個年頭的記念日，单霁翔院长来到神武门外，指挥工人拆除了城墙东西两侧已搭建多年的临时小卖部。单霁翔表示，此处将修葺成为故宫书店及故宫商品部。
2015年，故宫博物院院长单霁翔介绍称，计划将神武门外东西两侧建成两条“故宫文化街”，将在白天和夜间开放，展示出售故宫博物院图书、文创产品。届时，神武门广场在夜间也将对游人开放。

## 建筑

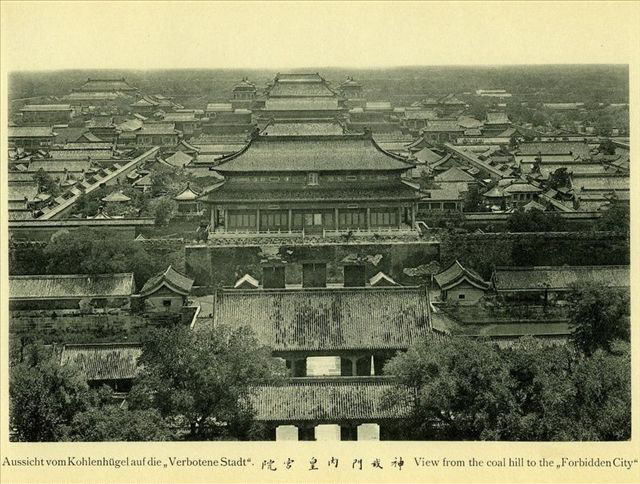
1900年至1903年间，从景山上眺望神武门内皇宫院，可见神武门北侧的北上门（现已拆除），以及景山门（位于图中最下方）
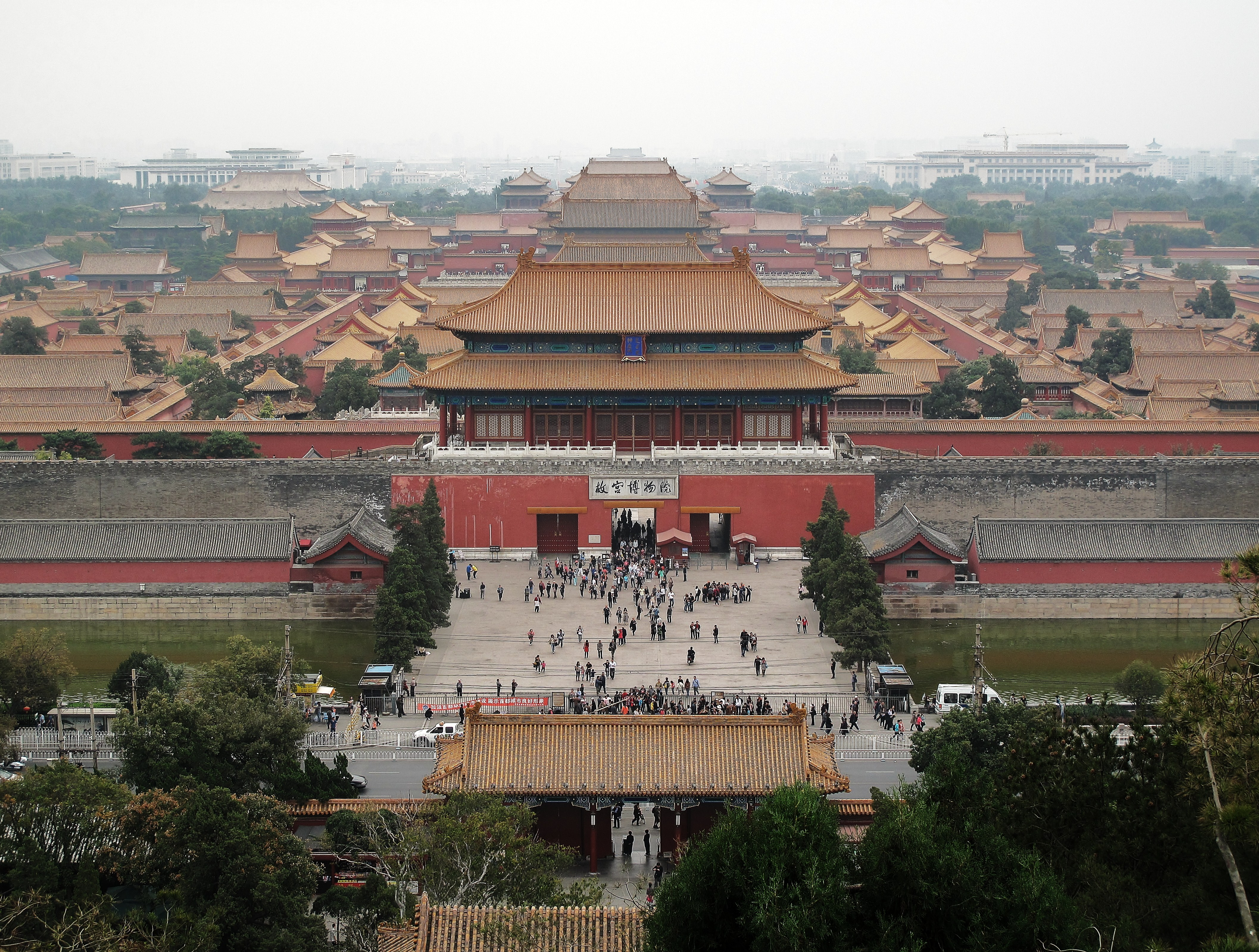
2011年，从景山上眺望神武门内皇宫院，可见神武门外的两座值房、两座围房，以及景山门（位于图中偏下方）

神武门总高31米，平面呈矩形。基部是汉白玉须弥座，城台辟有门洞3券，城台上面是城楼。城楼建在汉白玉基座上，面阔5间，进深1间，四周设有围廊，用汉白玉栏杆环绕。城楼前后檐的明间及左、右次间开门，安装有菱花隔扇门。东西两山设有双扇板门，通往城墙以及左、右马道。四面门前分别出有踏跺。城楼是重檐庑殿顶，上层是单翘重昂七踩斗栱，下层是单翘单昂五踩斗栱，梁枋之间饰有墨线大点金旋子彩画，城楼顶覆盖黄色琉璃瓦。上檐悬挂有蓝底鎏金铜字满汉文合璧“神武门”华带匾。城楼内顶部是金莲水草天花，地面用金砖铺墁。
神武门内，有东西走向的一条长街，称为“北横街”。北横街东、西分别到紫禁城东、西城墙脚下。北横街与紫禁城北城墙之间，有东长房、西长房，分别位于神武门内的东、西两侧。旧时，东长房、西长房均属于杂房，东长房可能曾经被用作库房、厨房等。2009年8月，经过装修改造的东长房被辟为东长房观众服务区。故宫博物院院长办公室，位于神武门内以西，没有门牌。
神武门外，有神武门广场，广场南为神武门，向北至景山前街，通往景山公园，筒子河从广场下的涵洞流过。旧时，广场北部有北上门，北上门东、西两侧各有连房，它们均位于筒子河北岸、景山前街南侧。1956年，北上门及东、西连房拆除。2003年，神武门广场不再作为停车场使用，同时神武门不再作为机动车辆通道。机动车辆要从东华门、西华门出入故宫。此举是故宫博物院为恢复神武门广场的历史原貌而进行的改革措施。
神武门外，东、西各有一座值房，面朝神武门广场。此外，在东值房以东、西值房以西，沿着筒子河南岸，还各有连房。这两座连房原来是清朝紫禁城围房的一部分。明朝时，紫禁城外有红铺，作为紫禁城周围的守卫值房，明朝初年有红铺二十八座，传铃二十八个；后来红铺增至四十座，传铃增至四十一个。清朝仍以紫禁城为皇宫。《康熙会典》记载：“紫禁城，起午门，历东华、西华、神武三门。南北各二百三十六丈二尺。东西各三百二丈九尺五寸。城高三丈。垛口四尺五寸五分。基厚二丈五尺。顶收二丈一尺二寸五分。城外周围，设看守红铺十六座，每座三间。”可见当时紫禁城外的红铺数量比明朝大减，降低到“十六座”。紫禁城外的红铺改建成围房的时间尚缺乏明确记载。雍正五年（1727年）刊行的《大清会典》仍记载有红铺，但雍正十一年（1733年）刊行的《畿辅通志》对紫禁城的记载虽照录《雍正会典》原文，唯去掉红铺的记载。乾隆十五年（1750年）绘制的《京城全图》已有围房。乾隆朝编纂的《国朝宫史》记载，紫禁城“墙外东、西、北三面守卫围房七百三十二间。”但并不是所有围房都供守卫使用。例如《钦定日下旧闻考·卷七十一》记载，“神武门外迤东连房七十有九楹，收贮车辆。”2011年，媒体继曝光了故宫内的建福宫花园在4月23日变成私人会所之后，又曝光故宫还有多个会所，其中位于神武门外东围房的天廷地会所在2011年3月刚刚迁出东围房。该会所的运营方是北京故宫宫苑文化发展有限公司天廷地分公司，注册地址是故宫博物院神武门外东侧15间，公司成立于2004年，于2011年4月20日注销。